# مجلة الوصول المفتوح الهجينة
مجلة الوصول المفتوح الهجينة (بالإنجليزية: Hybrid open-access journal)هي مجلة ذات اشتراك تكون فيها بعض المقالات مفتوحة الوصول. تتطلب هذه المجلات عادةً دفع رسوم نشر (تسمى أيضًا رسوم معالجة المقالة أو APC) للناشر من أجل نشر مقالة الوصول المفتوح، بالإضافة إلى استمرار دفع الاشتراكات للوصول إلى جميع المحتويات الأخرى.  

## التاريخ
تم اقتراح هذا المفهوم لأول مرة في عام 1998 عندما اقترح توماس ووكر أنه يمكن للمؤلفين عرض رؤية إضافية بسعر. أول مجلة اعترفت باستخدام هذا النموذج كانت (The Florida Entomologist) . وتم توسيعه لاحقًا إلى المنشورات الأخرى للجمعية الحشرية الأمريكية. وقد تم تنقيح الفكرة لاحقًا بواسطة David Prosser في عام 2003  في مجلة Learned Publishing .  
غالبًا ما يستخدم الناشرون الذين يقدمون خيار الوصول المفتوح الهجين أسماء مختلفة له. يوفر موقع SHERPA / RoMEO قائمة بالناشرين وأسماء خياراتهم.   
تعتبر المجلات الهجينة منخفضة المخاطر بالنسبة للناشرين لإنشائها، لأنهم ما زالوا يتلقون دخل الاشتراك، ولكن السعر المرتفع لـ رسوم معالجة المقالة أو APC الهجينة أدى إلى انخفاض استيعاب خيار الوصول المفتوح الهجين. في عام 2014، تم حساب متوسط رسوم معالجة المقالة أو APC للمجلات الهجينة ليكون تقريبًا ضعف رسوم معالجة المقالة من الناشرين ذوي الوصول الكامل.  

## التمويل
تمتلك بعض الجامعات ومراكز البحث والمؤسسات والوكالات الحكومية أموالًا مخصصة لدفع رسوم النشر (APCs) لمجلات الوصول المفتوح المجانية. ومن بين هؤلاء، سيدفع البعض رسوم نشر المجلات الهجينة ذات الوصول المفتوح. ومع ذلك، تختلف السياسات حول هذه المدفوعات. يوفر دليل الوصول المفتوح  قائمة بالأموال التي تدعم مجلات الوصول المفتوح، وتوفر معلومات حول الصناديق التي ستدفع رسومًا لمجلات الوصول المفتوح الهجينة. لن يسدد عدد كبير من الممولين بنسبة (40 ٪) رسوم معالجة المقالة في المجلات الهجينة، بما في ذلك جامعة هارفارد، سيرن، مؤسسة البحوث الألمانية، جامعة كولومبيا ومجلس البحوث النرويجي. كما أعلنت المفوضية الأوروبية أن برنامج (هورايزن أوروبا) لن يغطي تكلفة رسوم معالجة المقالة في الدوريات الهجينة. أنشأت Science Europe ائتلافًا من ممولي الأبحاث الأوروبيين (cOAlition S) الذين استبعدوا صراحة تعويض رسوم معالجة المقالة في مجلات هجينة من عام 2020 بهدف صريح هو قيادة انتقال أسرع نحو مجلات ذات وصول مفتوح كامل.
نظرًا لأن أحد مصادر الأموال للدفع مقابل مقالات الوصول المفتوح هو ميزانية الاشتراك في المكتبة، فقد جاء اقتراح أنه يجب أن يكون هناك انخفاض في تكلفة الاشتراك في المكتبة لتجنب «التكاليف المزدوجة» حيث يتم الدفع لمقال مرتين - مرة واحدة من خلال رسوم الاشتراك، ومرة أخرى من خلال رسوم معالجة المقالة. على سبيل المثال، يتطلب صندوق مؤلفي الوصول المفتوح لمكتبة جامعة كالغاري (2009/09) ما يلي: «لكي تكون مؤهلاً للتمويل في فئة [الوصول المفتوح الهجين] ، يجب على الناشر التخطيط لإجراء (في سنة الاشتراك التالية) تخفيضات في أسعار الاشتراك المؤسسي بناءً على عدد المقالات المفتوحة في تلك المجلات.»  في 12 نوفمبر 2009، أصدرت Nature Publishing Group بيانًا صحفيًا حول كيفية تأثير الوصول المفتوح على أسعار الاشتراك.
نشر ستيفن بينفيلد في Learned Publishing تقريرًا عن العمل الذي قامت به جامعة نوتنغهام منذ عام 2006 لتقديم وإدارة صندوق الوصول المؤسسي المفتوح. في هذا المقال، يعلق المؤلف على ما يلي: «نظرًا لزيادة دخل الناشرين من رسوم الوصول المفتوح [OA] في النموذج الهجين، لم يكن هناك تقليل في تضخم الاشتراكات في المجلات، ولم يكن هناك سوى أقلية صغيرة من الناشرين إلتزمت حتى الآن بتعديل أسعار اشتراكها لأنها تتلقى مستويات متزايدة من الدخل من خيارات الدخل الأخرى».

## المزايا والعيوب بالنسبة للمؤلف
لا يقتصر المؤلف الذي يريد النشر بتنسيق الوصول المفتوح على العدد الصغير نسبيًا من مجلات الوصول المفتوح «الكاملة»، ولكن يمكنه أيضًا الاختيار من بين المجلات الهجينة المتاحة الوصول المفتوح، والتي تشمل المجلات المنشورة من قبل العديد من أكبر الناشرين الأكاديميين.
ومع ذلك، لا يزال يتعين على المؤلف البحث عن المال. العديد من وكالات التمويل على استعداد للسماح للمؤلفين باستخدام أموال المنح، أو التقدم بطلب للحصول على أموال تكميلية، لدفع رسوم النشر في مجلات الوصول المفتوح. (فقط أقلية من المجلات ذات الوصول المفتوح هي التي تتقاضى مثل هذه الرسوم، ولكن جميع المجلات الهجينة ذات الوصول المفتوح هي التي تفعل ذلك.) حتى الآن، لا تميز وكالات التمويل الراغبة في دفع هذه الرسوم بين المجلات الكاملة والهجينة ذات الوصول المفتوح. في 19 أكتوبر 2009، أعربت إحدى وكالات التمويل، ويلكوم ترست، عن مخاوف بشأن دفع رسوم المقالات الهجينة مرتين، من خلال الاشتراكات ومن خلال رسوم النشر.
إذا كان المؤلف غير قادر على دفع الرسوم أو اختار عدم القيام بذلك، فعادة ما يحتفظ بالحق في مشاركة أعماله عبر الإنترنت عن طريق الأرشفة الذاتية في مستودع مفتوح الوصول.

## الاختلافات
تبنت الجمعية الأمريكية لعلماء الأحياء النباتية سياسة  بأن المقالات التي ساهم بها أعضاء المجتمع في مجلتها <i>Plant Physiology</i> ، ستتاح الوصول إليها فور نشرها بدون أي رسوم إضافية. يمكن للمؤلفين غير الأعضاء الحصول على الوصول المفتوح من خلال دفع 1000 دولار، ولكن نظرًا لأن العضوية تبلغ 115 دولارًا فقط في السنة،  فمن المتوقع أن تعزز هذه المبادرة العضوية.
يتوفر الوصول المفتوح الجزئي عندما تكون المقالات البحثية مفتوحة فقط (كما هو الحال في المجلة الطبية البريطانية)، بينما يتم حظر المقالات في الفئات الأخرى بنظام جدار يطلب الاشتراك المدفوع للوصول للمحتوى.

## روابط خارجية
- تسعة أسئلة لبرامج المجلات الهجينة بقلم بيتر سوبر، نشرة SPARC للنفاذ المفتوح ، العدد رقم 101، 2 سبتمبر 2006.
- المزيد عن ناشري المجتمع الذين لديهم مجلات OA بقلم بيتر سوبر، أخبار الوصول المفتوح ، 3 نوفمبر 2007.
- متى يكون الوصول المفتوح ليس مفتوحا؟ بقلم كاتريونا ج. ماك كالوم، علم أحياء PLoS ، 2007 ؛ 5 (10): e285.